# Enquanto Dói
"Enquanto Dói" é uma canção da cantora brasileira Fernanda Brum, lançada em 10 de dezembro de 2024, como parte do álbum "Milagre", que reflete momentos desafiadores vivenciados por Fernanda Brum e sua família, especialmente o diagnóstico de leucemia de seu esposo, Emerson Pinheiro.

## Composição
Fernanda Brum revelou que a inspiração para a composição de "Enquanto Dói" veio da história de uma jovem com câncer. Mesmo sentindo dores fortes, a jovem dizia que sentia a presença de Deus ao seu lado, e isso tocou profundamente Fernanda. Ela comentou: 
Enquanto dói, seremos nós dois, eu e o Senhor— Fernanda Brum
.
A música foi composta por Fernanda Brum junto com Gideoni, Geferson Kleiton, Juliana Oliveira e Bob Jonatan.

## Lista de faixas
| Streaming e download digital |                           |                                                                          |         |  |
| N.º                          | Título                    | Compositor(es)                                                           | Duração |  |
| 1.                           | "Enquanto Dói"            | Fernanda Brum, Bob Jonathan, Geferson Kleiton, Gideoni, Juliana Oliveira | 4:00    |  |
| 2.                           | "Enquanto Dói - Playback" | Fernanda Brum, Bob Jonathan, Geferson Kleiton, Gideoni, Juliana Oliveira | 4:00    |  |

## Desempenho Comercial
O clipe estreou com quase 100 mil visualizações, ganhando força com o tempo, e em 10 dias a canção marcou 500 mil visualizações no YouTube.

### Tabelas semanais
| Tabela musical (2025) | Melhor posição |
| --------------------- | -------------- |
| Super Gospel (Top 20) | 1              |

## Videoclipe
"Enquanto Dói" recebeu um vídeoclipe no dia 11 de dezembro de 2024, o clipe já consta com 1 milhão visualizações no YouTube.

#### Ficha Técnica do Clipe:
- Direção: Marcos Avlis
- Dir. Criativa e Roteiro: Marcos Avlis e Fernanda Brum
- Dir. de Fotografia: Yuri Jezzu
- Op. de Câmera: Nic Pereira e Yuri Jezzu
- Gaffer: Paulo Pereira
- Assist. de Luz: Wendel Patrick
- Edição e Finalização: Nic Pereira e Yuri Jezzu
- Prod. Geral/Artística: Rebeca Kessler
- Making-Of: Gabriel Reis
- Fotógrafo Still: Cabera
- Maquiagem: Ana Júlia Martins
- Ass. de Set: Letícia Mayara
- Identidade Visual e Artes: Leandro Filho
- Fernanda Brum veste: Ozorno